# Mergoscia
Mergoscia (lmo. Mergössa, Merghéscia) – miejscowość i gmina w południowej Szwajcarii, w kantonie Ticino, w okręgu (distretto) Locarno, w powiecie (circolo) Navegna. Leży nad jeziorem Lago di Vogorno.  

## Demografia
W Mergoscii mieszka 201 osób. W 2021 roku 7% populacji gminy stanowiły osoby urodzone poza Szwajcarią. 